# Křtinský lom
Křtinský lom je přírodní památka na severním konci městysu Křtiny v okrese Blansko. Geomorfologicky náleží Moravskému krasu.

## Předmět ochrany
Důvodem ochrany jsou unikátní rostlinná a živočišná společenstva, která se vyvinula v prostoru bývalého, částečně zatopeného lomu na drobu. Nejcennější částí lomu je jeho spodní patro s mokřadem, na který je vázána populace silně ohroženého čolka velkého (Triturus cristatus). Z vzácných rostlinných druhů se zde vyskytují prstnatec pleťový (Dactylorhiza incarnata), ostřice pozdní (Carex viridula) a orobinec sítinovitý (Typha laxmannii). Předmětem ochrany je též jako významný krajinný prvek samotný útvar lomu.